# Ràdio Definida per Software
La Ràdio Definida per Software (SDR) és aquella ràdio que conté gran part dels components definits per programari. La idea de SDR és que un mateix dispositiu programable pugui fer el que fa un emissor de ràdio, un aparell de bluetooth i qualsevol altra funció que treballi en ones radioelèctriques.

## Història
Antigament els equips receptors i transmissors de radiocomunicacions eren equips constituïts de component electrònics que formaven detectors, etapes de freqüència, amplificadors de baixes freqüències, etc. Als anys 80 es van introduir els microprocessadors per controlar funcions internes i per aportar noves prestacions, també es va introduir la possibilitat de controlar els equips de ràdio a través d'un ordinador afegint a l'equip de ràdio diversos ports de comunicació per la connexió a l'ordinador.
A la dècada dels 90 es van començar a desenvolupar els xips DSP o Processadors Digitals de Senyal, els quals permetien mitjançant tècniques digitals realitzar filtres passabaix i de supressió de soroll. Tot hi aquests avenços encara es tractaven de "ràdios hardware".
Va ser a mitjans dels anys 90 quan Joseph Mitola III va començar a investigar i desenvolupar un nou concepte d'equips de radiocomunicació anomenat SDR(Software Defined Radio), aquests eren equips de ràdio definits per software.
A partir d'aquest concepte s'han definit diverses iniciatives públiques de ràdio per software com la FLEX-5000, la GNU Radio, la HPSDR (High Performance Software Defined Radio), etc.
Aquesta evolució en la tecnologia dona lloc, uns anys més tard, al desenvolupament de la Ràdio Cognitiva. La Ràdio Cognitiva és capaç de fer que l'emissor i el receptor decideixin automàticament la freqüència en la qual treballaran tenint en compte la millor opció en cada moment. D'aquesta manera obtenim una millora en l'aprofitament de l'amplada de banda.

## Concepte
Entenem com a ràdio qualsevol tipus de dispositiu de connexió sense fils que transmet o rep senyals a la freqüència de ràdio (RF) de l'espectre electromagnètic amb la finalitat de transferir informació. Tradicionalment la radio es basava en maquinari i solament es podia modificar físicament. Aquest fet es veu reflectit en un major cost de producció i amb una baixa flexibilitat. La SDR, en canvi, té alguns dels seus components definits i funcionant a través de software. S'ha de tenir en compte que alguns d'aquests, externs a l'ordinador, no podran ser definits per software.
Els SDR poden parlar i escoltar múltiples canals al mateix temps, és a dir, la maquinària és capaç d'identificar el programari amb què s'està demanant la interfície i realitzar múltiples tasques alhora. En conseqüència, la SDR proporciona una tecnologia més eficient, barata i flexible, ja que modificant o substituint els seus programes de software, o afegint-hi de nous, s'aconsegueix modificar les seves funcionalitats. Aquest fet permet especialitzar la SDR a cada usuari depenen de les seves necessitats.

## Arquitectura
La SDR conté una sèrie de blocs bàsics en la seva arquitectura. La ràdio es pot dividir en tres blocs: el RF i Front End, la secció del IF i la secció de banda base.
La RF és responsable de la recepció i transmissió del senyal en la freqüència d'enviament. La recepció del senyal es capta a través de la connexió del Front End a l'antena mitjançant circuits electrònics especialitzats per garantir l'òptima transferència. A continuació el senyal s'amplifica i mitjançant un mesclador es trasllada a la freqüència a la que volem transmetre-ho.
En el IF trobem les conversions d'analògic a digital. També conté el filtratge, modulació i desmodulació i qualsevol altre processament del senyal que sigui necessari. El senyal rebut del Front End entra al conversor A/D a on es digitalitza i passa al DDC el qual el processa i el desmodula per proporcionar el senyal base al processador base.
Finalment trobem la secció de banda base on hi ha el processador encarregat d'extreure la informació desitjada, cal destacar que podrà extreure diversos senyals que estiguin continguts dintre de l'espectre rebut permetent la recepció simultània en diverses modalitats. En el cas que desitgem extreure l'àudio transformarem el senyal digital a analògic i en el cas de voler-lo transmetre a una altra aplicació ho farem a través d'un port de comunicació de dades.
Cal esmentar que la base del processador de la SDR pot consistir simplement d'un ordinador (PC) equipat amb una targeta de so, o algun altre tipus de convertidor analògic digital.